# فرودگاه منطقه‌ای موبایل
فرودگاه منطقه‌ای موبایل (به انگلیسی: Mobile Regional Airport) یک فرودگاه همگانی و نظامی بهره‌برداری هوایی با کد یاتا MOB است که یک باند فرود آسفالت دارد و طول باند آن ۲۵۹۷ متر است. این فرودگاه در شهر موبیل کشور ایالات متحده آمریکا قرار دارد و در ارتفاع ۶۷ متری از سطح دریا واقع شده‌است.

## شرکت‌های هواپیمایی و مقصدهای پروازی
The major carriers out of Mobile are یونایتد ایرلاینز and دلتا ایرلاینز, based on the number of flights. Additional weekday departures were as follows: شارلوت، کارولینای شمالی (4 flights via امریکن ایگل) and دالاس/فورت وورث، تگزاس (3 flights via امریکن ایگل). Schedules were slightly reduced on the weekends.
Various carriers represent all three major airline alliances--اسکای‌تیم، استار الاینس, and وان‌ورلد—at Mobile.
Regional airlines flying for the major network airlines, as listed, primarily serve Mobile. دلتا ایرلاینز alone operates mainline passenger service from the airport and uses such jet types as the بوئینگ ۷۱۷، Airbus A319 and مک‌دانل داگلاس ام‌دی-۸۰.  Delta also operated the مک‌دانل داگلاس دی‌سی-۹ into Mobile prior to the retirement of this aircraft type from their fleet.  All other scheduled passenger services are currently operated with either Canadair or امبرائر regional jet aircraft.
The following are flown nonstop or direct from Mobile:
| شرکت‌های هواپیمایی | مقصدهای پروازی                |
| ----------------- | ----------------------------- |
| امریکن ایگل       | شارلوت داگلاس، دالاس-فورت ورث |
| دلتا ایرلاینز     | هارتسفیلد-جکسون آتلانتا       |
| دلتا کانکشن       | هارتسفیلد-جکسون آتلانتا       |
| یونایتد اکسپرس    | اوهر شیکاگو، جرج بوش          |